# Maja Dziarnowska
Maja Dziarnowska (ur. 7 sierpnia 1990 w Gdańsku) – polska windsurferka, olimpijka z Paryża (2024), wicemistrzyni świata w klasie Formula Windsurfing (2012, 2020) i Funboard (2016), brązowa medalistka mistrzostw Europy w klasie iQFoil (2022).

## Życiorys
W wieku 12 lat rozpoczęła treningi w Sopockim Klubie Żeglarskim. Jest absolwentką Akademii Wychowania Fizycznego i Sportu im. Jędrzeja Śniadeckiego w Gdańsku.
Odnosiła sukcesy w kategoriach juniorskich i młodzieżowych. Podczas mistrzostw świata w klasie mistral zdobyła w kategorii U15 złoty medal w 2005 i brązowy medal w 2006. Podczas mistrzostw świata w klasie RS:X juniorek zdobyła srebrny medal w 2007 i brązowy medal w 2009 (edycja 2008). Na mistrzostwach świata juniorek w żeglarstwie w 2008 zdobyła w tej samej klasie srebrny medal.
Reprezentowała Polskę na mistrzostwach świata seniorek w klasie RS:X, zajmując miejsca: 51. (2006), 48. (2008), 22. (2009), 9. (2010), 5. (2012), 20. (2013), 35. (2015), 30. (2016), 46. (2017), 20. (2019), 8. (2020) oraz mistrzostwach Europy seniorek w klasie RS:X, zajmując miejsca: 21. (2010), 7. (2011), 8. (2012), 6. (2013), 5. (2014), 4. (2015), 8. (2016), 7. (2017), 22. (2018), 6. (2019), 13. (2021). Podczas mistrzostw świata w żeglarstwie w 2011 zajęła w tej klasie 18. miejsce, podczas mistrzostw świata w żeglarstwie w 2014 - 32. miejsce, podczas mistrozstw świata w 2018 - 22. miejsce. Rywalizację o start na igrzyskach olimpijskich w tej klasie przegrywała jednak w Polsce z Zofią Noceti-Klepacką i Małgorzatą Białecką.
W 2012 i 2020 została wicemistrzynią świata w klasie Formula Windsurfing, w 2016 wicemistrzynią świata i w 2017 brązową medalistką mistrzostw świata w slalomie w klasie Funboard.
Na mistrzostwach Europy w klasie iQFoil w 2022 zdobyła brązowy medal. Na mistrzostwach świata w klasie iQFoil zajmowała miejsca: 10. (2021), 10. (2022), 7. (2024), na mistrzostwach Europy w klasie iQFoil w pozostałych startach zajmowała miejsca: 12. (2020), 11. (2021), 15. (2023). Na  mistrzostwach świata w żeglarstwie w 2023 zajęła w tej klasie 19. miejsce, a igrzyskach olimpijskich w Paryżu (2024) - 8. miejsce.
W 2012 i 2020 otrzymała nagrodę Pomorskiego Związku Żeglarskiego Kryształowy Żagiel w kategorii Pomorska Żeglarka Roku.